# The Simpsons: Bart vs. the Space Mutants
The Simpsons: Bart vs. the Space Mutants è uno dei primi videogiochi basati sulla serie animata I Simpson.
Pubblicato nel 1991 per i computer ZX Spectrum, Amstrad CPC, Commodore 64, Amiga e Atari ST dalla Ocean Software e per le console NES e Sega Master System da Acclaim Entertainment, successivamente è uscito anche per Mega Drive/Genesis e per il portatile Game Gear con l'etichetta Flying Edge, sempre legata ad Acclaim.

## Trama
Springfield è segretamente attaccata dai mutanti spaziali, mostri che possono prendere il controllo dei corpi degli abitanti.
Il protagonista è Bart Simpson, l'unico che conosce il piano segreto degli alieni e per questo può sventare i loro progetti, raccogliendo o eliminando gli oggetti necessari agli alieni per costruire le loro armi e dominare il mondo.
Bart possiede in particolare un paio di occhiali a raggi X che gli permettono di individuare quali sono le persone possedute dagli alieni. Dovrà attraversare luoghi tipici di Springfield, incontrando abitanti generici e personaggi della serie, tra cui i componenti della famiglia Simpson che possono aiutare in vario modo Bart se si compiono le giuste azioni per convincerli.

## Modalità di gioco
La struttura del gioco è platform bidimensionale, con scorrimento orizzontale. Bart può camminare orizzontalmente, a due diverse velocità, e saltare a due diverse altezze.
In ogni livello vi è un particolare tipo di oggetti che Bart deve raccogliere o in qualche modo eliminare in una determinata quantità (oggetti viola, cappelli, palloni, segnali di uscita, barre radioattive) prima di incontrare il boss di fine livello. Altri tipi di oggetti possono essere raccolti e messi in inventario per utilizzarli quando e dove necessario.
Bart deve evitare alieni in libertà, altri personaggi ostili e pericoli ambientali; per perdere una delle tre vite deve essere colpito due volte.

## Equipaggiamenti
Bart può utilizzare una varietà di oggetti in questo gioco:
- Occhiali a Raggi X: è l'oggetto principale del gioco poiché attraverso questi occhiali Bart riesce a distinguere quali sono cittadini umani e quali sono alieni che assumono le sembianze di gente comune. Saltando sopra gli alieni camuffati Bart può distruggerli e ottenere così un oggetto che corrisponde a una lettera del nome di uno dei suoi familiari. In altre parole uccidendo gli alieni completa le parole Maggie, Lisa, Marge, Homer. Una volta completato il nome, il familiare di quel livello di gioco aiuterà Bart a sconfiggere il boss. Se però Bart salta su un essere umano non posseduto ne risulterà danneggiato lui stesso.
- Vernice a spruzzo: Bart utilizza la vernice a spruzzo nel livello 1 per cambiare colore agli oggetti, da viola a rosso. La vernice è limitata e quando termina bisogna procurarsi altre bombolette.
- Fionda: Bart utilizza la fionda nel livello 3 per colpire i palloni e per completare determinati giochi nel luna park.
- Pistola a dardi: è utilizzata nel museo. Può colpire i segnali di uscita ed è l'unico mezzo per stordire i nemici.
- Chiave inglese: La chiave è utilizzata nel livello 1 per attivare l'idrante antincendio.
- Bombette: Possono far sussultare gli animali. Tuttavia, il giocatore corre il rischio di richiamare un mini pit-bull arrabbiato che produce danno a Bart.
- Razzi: I razzi sono fuochi d'artificio giocattolo che possono essere utilizzati per rompere insegne luminose, finestre e per attivare altre situazioni.
- Chiave: Può essere utilizzata come elemento di passaggio nel livello 1.
- Fischio: Il fischio è usato per convincere Nonno Simpson a dargli le monete nel livello 1. Tuttavia, il giocatore corre il rischio di richiamare un mini pit-bull arrabbiato che produce danno a Bart
- Ciambelle: Le scatole di ciambelle si trovano soltanto nel livello finale. Se usate Homer elimina tutti i nemici sullo schermo.
- Altri articoli: Raccogliendo le icone di Krusty si ottiene una vita supplementare. Bart può anche raccogliere le monete per comprare le armi o per guadagnare una vita supplementare (dopo il raggiungimento delle 15 monete, al costo di 10 monete). I busti di Jebadiah Springfield danno a Bart un'immunità pochi secondi.

## Livelli
- Strade di Springfield: Bart nel primo livello deve raccogliere, nascondere o distruggere tutte le cose che trova di colore viola: pattumiere, vasi di fiori, portelli, idranti e insegne. Le apparizioni speciali sono di Nonno Simpson, Moe Syzlak e Jimbo Jones. Il boss finale è il Nelson Muntz, che attacca Bart con dei palloni d'acqua. Se Bart ha raccolto tutte le lettere vedrà anche Maggie che potrà essergli di aiuto tirando a Bart palloni da lanciare addosso al bullo. In questo livello c'è anche una sequenza con lo skateboard nei giardini pubblici.
- Centro commerciale di Springfield: All'interno del centro commerciale Bart deve raccoglie tutti i generi di cappelli, dai copricapo, ai caschi, ai berretti da baseball. Diversamente dal livello precedente, ci sono tre mini-boss alieni. Il giocatore dovrà evitare gli ostacoli quali le scarpe da tennis viventi, caramelle gommose, ciambelle giganti e tovaglioli. Ms. Botz, la ladra che si finge babysitter, è il boss finale. Sarà Marge ad aiutare Bart.
- Krustyland: Bart deve raccogliere o scoppiare i palloncini nel parco di divertimenti. Alcuni sono legati, altri stanno volando. Qui Bart può anche giocare con i giochi del parco e vincere delle vite supplementari. Lisa è l'assistente di Bart e il boss finale è Telespalla Bob, che Bart sconfigge saltandogli sui piedi.
- Museo di storia naturale: Il museo è caratterizzato da una varietà di oggetti. Come il centro commerciale, il museo ha tre mini-boss che corrispondono a un'esposizione specifica: il primo è una pianta gigante nella zona della giungla, nell'esposizione dell'Egitto è una mummia e un Tyrannosaurus-rex è la conclusione del settore preistorico. Il Dott. Marvin Monroe è il boss finale e Homer aiuterà Bart a sconfiggerlo.
- Centrale nucleare: Bart deve raccogliere un certo numero di barre radioattive che deve mettere nel reattore nucleare, ma ne può trasportare non più di quattro alla volta. In questo livello tutta la famiglia Simpson aiuta Bart: Lisa gli dà le combinazioni del portello, Marge trasporta le barre allo scantinato, Homer batte tutti i nemici se alimentato a ciambelle e Maggie conclude il gioco.